# 中国人民解放军第1205工厂
中国人民解放军第1205工厂，又名北京强华印刷厂，是一家隶属中国人民解放军陆军参谋部的印刷企业，位于北京市海淀区花园路甲13号。1205工厂主营书刊地图印刷、保密文件快速印刷、出版物检测。1205工厂原隶属于中国人民解放军总参谋部作战部，后改属中国人民解放军陆军参谋部。